# نيرو
نيرو (Nero) هو برنامج يستخدم في حرق ونسخ اقراص الكمبيوتر وعمل عدة أنواع من هذه الأقراص مثل اقراص المعلومات Data CD واقراص المشغلات الرقمية الصوتية Audio CD والدى في دى DVD وال Video CD وعمل صورة من قرص اخر Image CD.

## وصلات خارجية
- الموقع الرسمي